# (16089) Lamb
(16089) Lamb (1999 TG147) – planetoida z pasa głównego asteroid okrążająca Słońce w ciągu 4,37 lat w średniej odległości 2,67 j.a. Odkryta 7 października 1999 roku.